# 異方性媒質
異方性媒質（いほうせいばいしつ）とは、結晶の分子・イオンの空間分布が方向に依存する物質のことである。

## 物性
異方性媒質はその結晶を構成する分子・イオンの空間配置が方向に依存するために、誘電率（または電気感受率）、透磁率、電気伝導率（または電気抵抗率）などの物性値が方向に依存する。
3次元結晶の場合、ある2次元面内では等方的であるような異方性媒質のことを1軸性結晶・単軸結晶などと呼び、どの面内でも等方的でない異方性媒質を2軸性結晶・双軸結晶と呼ぶ。